# Lista de missões Vostok e Voskhod
A Vostok e Voskhod são duas naves espaciais da União Soviética. Entre 1960 e 1966 essas naves realizaram 11 missões bem sucedias, duas parcialmente bem sucedidas e 3 mal sucedidas.

## Lista
| #       | Missão           | Nave      | Lançamento | Pouso      | Tripulação | Resultado                                                                     |
| ------- | ---------------- | --------- | ---------- | ---------- | ---------- | ----------------------------------------------------------------------------- |
| Vostok  |                  |           |            |            |            |                                                                               |
| 1       | Korabl-Sputnik 1 | 1P        | 15.05.1960 | —          | —          | A nave entrou numa órbita maior devido a uma orientação ruim.                 |
| 2       | Sem nome         | 1k No. 1  | 28.06.1960 | —          | —          | Destruição do foguete e dos cachorros abordo.                                 |
| 3       | Korabl-Sputnik 2 | 1k No. 2  | 19.08.1960 | 20.08.1960 |            | Pouso suave com Belka e Strelka.                                              |
| 4       | Korabl-Sputnik 3 | 1K No. 5  | 01.12.1960 | 02.12.1960 | —          | Destruído na reentrada junto de Pchelka e Mushka.                             |
| 5       | Sem nome         | 1K No. 6  | 22.12.1960 | —          | —          | Falha no lançamento aos T+425 segundos, mas Kometa e Shutka foram resgatados. |
| 6       | Korabl-Sputnik 4 | 3KA No. 1 | 09.03.1961 | 09.03.1961 | —          | Pouso suave com Chernushka.                                                   |
| 7       | Korabl-Sputnik-5 | 3KA No. 2 | 25.03.1961 | 25.03.1961 | —          | Pouso suave com Zvezdochka.                                                   |
| 8       | Vostok           | 3KA No. 3 | 12.04.1961 | 12.04.1961 |            | Primeiro voo espacial tripulado.                                              |
| 9       | Vostok 2         | 3KA No. 4 | 06.08.1961 | 07.08.1961 |            | Segundo voo orbital tripulado e primeiro dia no espaço.                       |
| 10      | Vostok 3         | 3KA No. 5 | 11.08.1962 | 15.08.1962 |            | Voo conjunto.                                                                 |
| 11      | Vostok 4         | 3KA No. 6 | 12.08.1962 | 15.08.1962 |            | Voo conjunto.                                                                 |
| 12      | Vostok 5         | 3KA No. 7 | 14.06.1963 | 19.06.1963 |            | Voo conjunto e primeira mulher no espaço (Vostok 6).                          |
| 13      | Vostok 6         | 3KA No. 8 | 16.06.1963 | 19.06.1963 |            | Voo conjunto e primeira mulher no espaço (Vostok 6).                          |
| Voskhod |                  |           |            |            |            |                                                                               |
| 14      | Cosmos 47        | 3KV No. 2 | 06.10.1964 | 07.10.1964 | —          | Cápsula arrastada pelo vento após o pouso.                                    |
| 15      | Voskhod 1        | 3KV No. 3 | 12.10.1964 | 13.10.1964 |            | Primeira missão com mais de um tripulante.                                    |
| 16      | Cosmos 57        | 3KD No. 1 | 22.02.1965 | —          | —          | Destruída em órbita.                                                          |
| 17      | Voskhod 2        | 3KD No. 2 | 18.03.1965 | 19.03.1965 |            | Primeira caminhada espacial.                                                  |
| 18      | Cosmos 110       | 3KV No. 5 | 22.02.1966 | 16.03.1966 |            | Voo com Veterok e Ugolyok.                                                    |